# Mirmekologija
Mirmekologija (grč. myrmex - mrav; logos - nauka) je grana entomologije koja se bavi proučavanjem mrava. Mravi se često koriste kao grupa za ispitivanje evolucije i socijalnih sistema.

## Spoljašnje veze
- http://www.cctvcambridge.org/antsdocumentary Архивирано на веб-сајту  (6. септембар 2007)
- Sleigh, Charlotte (2007) Six legs better : a cultural history of myrmecology. The Johns Hopkins University Press.  0-8018-8445-4